# Kotezi
Kotezi je vesnice v Chorvatsku ve Splitsko-dalmatské župě. Je součástí města Vrgorac, od něhož se nachází asi 2 km jihozápadně. V roce 2011 zde trvale žilo 278 obyvatel. Nejvíce obyvatel (608) zde žilo v roce 1921.
Vesnicí prochází župní silnice Ž6207. Nedaleko též prochází dálnice A1, na níž se nachází 1 227 m dlouhý viadukt Kotezi, který je po vesnici pojmenován.

## Sousední sídla
| Růžice kompasu | Ravča    |        | Vrgorac | Růžice kompasu |
| Růžice kompasu | Kokorići | Sever  | Vina    | Růžice kompasu |
| Růžice kompasu | Kokorići | Kotezi | Vina    | Růžice kompasu |
| Růžice kompasu | Kokorići | Jih    | Vina    | Růžice kompasu |
| Růžice kompasu | Zaostrog |        | Umčani  | Růžice kompasu |